# Tīmoti Kāretu
Pour les articles homonymes, voir Kāretu (homonymie).
Tīmoti Samuel Kāretu, né le 29 avril 1937 à Hastings (Nouvelle-Zélande), est un universitaire néo-zélandais spécialiste de la langue et des arts du spectacle maoris.
Il a été le premier chef du département de maori à l'université de Waikato et a atteint le rang de professeur. Il a été le premier commissaire de la langue maorie, entre 1987 et 1999, puis a été directeur exécutif du Te Kohanga Reo National Trust de 1993 à 2003. En 2003, il a été étroitement impliqué dans la fondation de Te Panekiretanga o te Reo, l'Institut d'excellence en langue maorie, et en a été le directeur exécutif.

## Biographie
Kāretu est né à Hastings. Il est adopté à l'âge de deux mois lors d'une adoption whāngai par son grand-oncle Tame Kāretu et Mauwhare Taiwera. Sa mère biologique lui a donné naissance à l'âge de 17 ans et est décédée de la tuberculose à l'âge de 22 ans. Il grandit à Waikaremoana, Waimārama et Ruatāhuna, et est affilié à Ngāi Tūhoe et Ngāti Kahungunu. Son père biologique est Ngāti Pāhauwera (en).
En tant qu'étudiant, Kāretu obtient une bourse pour le Wellington College, où il est pensionnaire et y apprend le français et l'allemand,. Après avoir quitté l'école, il s'installe à Taumarunui et y enseigne le français et l'allemand au lycée. Il donne aussi des cours du soir de langue maorie pour les avocats. En 1961, il s'établit à Londres pour travailler pour le Haut-Commissariat de Nouvelle-Zélande, où il occupe le poste de responsable de l'information, et fait de fréquents voyages à Bruxelles pour travailler comme interprète allemand et français.
Kāretu noue de nombreuses relations inter-iwi à Londres et aide à fonder le groupe culturel Ngāti Rānana (en) avec Louie Tāwhai de Te Arawa, Winnie Waapu de Ngāti Kahungunu, Margaret Smith de Ngāpuhi, Margaret Paiki d'Aotea, Ben Wanoa de Ngāti Porou et Norma Mōrehu de Ngati Raukawa (en). Il retourne en Nouvelle-Zélande en 1969 et enseigne à nouveau le français et l'allemand au secondaire, cette fois au Fairfield College (en) de Hamilton, avant d'entreprendre des études universitaires en 1972 à l'Université de Waikato.

## Honneurs
En 1993, lors des honneurs du Nouvel An, Kāretu est nommé Compagnon de l'Ordre du service de la Reine pour ses services publics, et en 2017, lors des honneurs de l'anniversaire de la Reine, il est nommé Chevalier Compagnon de l'Ordre du Mérite de Nouvelle-Zélande pour ses services à la langue maorie. Il reçoit des doctorats honorifiques de l'Université Victoria de Wellington en 2003, et de l'Université de Waikato en 2008. En 2020, il obtient le Prix du Premier ministre pour ses réalisations littéraires dans la catégorie non-fiction et est élu Compagnon de la Royal Society Te Apārangi.
Kāretu a remporté le prix de la langue Te Mūrau o te Tuhi Māori 2021 aux Ockham New Zealand Book Awards. Il avait été co-lauréat du même prix deux ans plus tôt.

## Chansons
En 2019, Kāretu a traduit neuf chansons de l'anglais vers la langue maorie pour l'album Waiata / Anthems (en), qui a culminé au numéro 1 des charts néo-zélandais en septembre 2019. En 2021, il aide à écrire la chanson de Six60 (en) Pepeha et traduit Hua Pirau / Fallen Fruit de l'auteur-compositeur-interprète néo-zélandais Lorde pour son EP Te Ao Mārama.